# 淙城街道
淙城街道是中华人民共和国四川省达州市开江县下辖的一个街道办事处。
2019年12月，设立淙城街道，将新宁镇淙城社区、滨河社区、新安社区、清河社区、建设社区、橄榄社区、金牛社区、圆井眼村、三里桥村、真武宫村、接龙桥村、黄泥沟村、老鹰岩村、二里半村、红庙村、明月坝村和普安镇峨城社区、九石坎社区、观音寨村、杨柳湾村所属行政区域划归淙城街道管辖。

## 行政区划
淙城街道下辖以下村级行政区划单位：
淙城社区、新安社区、清河社区、建设社区、橄榄社区、金牛社区、滨河社区、明月社区、三里桥社区、真武宫社区、接龙桥社区、峨城社区、九石坎社区、观音寨村、红庙村、黄泥沟村。